# Oldsberg – för närvarande
Oldsberg – för närvarande var ett svenskt underhållningsprogram som sändes i Sveriges Television i sex säsonger mellan 13 januari 1989 och 5 mars 1994.
Programledare var Ingvar Oldsberg, och som bisittare hade han showgruppen Triple & Touch, med dess förgrundsgestalt Lasse Kronér. I varje program fanns två gäster med, oftast aktuella personer.
Själva programkonceptet var en blandning av Hylands hörna och moderna amerikanska talkshower, framför allt The Tonight Show Starring Johnny Carson, varifrån vissa idéer hade kopierats rakt av.

### Fotnoter
1. ↑  ”Svensk mediedatabas”. http://smdb.kb.se/catalog/search?q=%22Oldsberg+f%C3%B6r+n%C3%A4rvarande%22+typ%3Atv&sort=OLDEST. Läst 31 mars 2011.